# Église de la Sainte-Trinité d'Alep
Pour les articles homonymes, voir Église de la Sainte-Trinité.
L'église de la Sainte-Trinité (en arménien : Ս. Երրորդութիւն ; Sourp Yerrortutyun également appelée Zvartnots, arabe : كنيسة الفرح) est une église catholique arménienne située dans le quartier de Meydan à Alep, dans le nord de la Syrie. Elle est dédiée à la Sainte Trinité.
La consécration de l'église a eu lieu en 1965, à l'occasion du cinquantenaire du génocide arménien. Elle a été restaurée en 1990. L'église a été bâtie sur le modèle du Zvartnots en Arménie. L'auteur des plans est l'architecte Pascal Paboudjian.
L'école Zvartnots (appelée aussi en arabe Madrassat al-Farah) se trouve à côté de l'église. Elle appartient à la communauté catholique arménienne d'Alep et scolarise les enfants du jardin d'enfants aux classes terminales.